# الساحة العمومية الرومانية
الساحة العمومية الرومانية  هو معلم أثري تونسي مصنف من قبل المعهد الوطني للتراث يقع في ولاية صفاقس في الجنوب الشرقي التونسي، تحديدا في مدينة الحنشة تم تصنيف المعلم في يوم 22 مارس 1899.

## مقالات ذات صلة
- قائمة المعالم الأثرية المصنفة في تونس